# Ballerup-Skovlunde Fodbold (piłka nożna kobiet)
Ballerup-Skovlunde Fodbold – duński klub piłki nożnej kobiet, mający siedzibę w mieście Ballerup, w regionie Stołecznym, na wschodzie kraju. Od sezonu 2010/11 do 2019/20 występował w rozgrywkach Kvindeligaen.

## Historia
Chronologia nazw:
- 2010: Ballerup-Skovlunde Fodbold – po fuzji klubów Ballerup IF i Skovlunde IF

Klub piłkarski Ballerup-Skovlunde Fodbold został założony w Ballerup w lipcu 2020 roku w wyniku fuzji klubów z gminy Ballerup - Ballerup IF i Skovlunde IF.
W sezonie 2010/11 kobieca drużyna startowała w rozgrywkach Kvindeligaen, zastępując w lidze poprzednika Skovlunde IF. W debiutowym sezonie zespół zajął najpierw 5.miejsce w rundzie zasadniczej i potem był zmuszony walczyć o utrzymanie na najwyższym poziomie mistrzostw kraju. Zwycięstwo w grupie spadkowej pozwoliło pozostać w lidze na kolejny sezon. W sezonie 2019/20 został sklasyfikowany na ostatniej 8.pozycji w rundzie zasadniczej, a potem w grupie spadkowej również pozostał na ostatnim 6.miejscu, w wyniku czego spadł do 1. Division. Po zakończeniu sezonu 2020/21 po trzech turniejach kwalifikacyjnych został zdegradowany do 3. Division. W sezonie 2022/23 zwyciężył w grupie pierwszej 3. Division i potem w turnieju kwalifikacyjnym zajął czwarte miejsce i wrócił do 1. Division.

## Barwy klubowe, strój, herb, hymn
|  |  |

Klub ma barwy czerwono-białe. Piłkarki domowe spotkania zazwyczaj grają w czerwonych koszulkach, czerwonych spodenkach oraz czerwonych getrach.

## Sukcesy

### Trofea międzynarodowe
Klub nigdy nie zakwalifikował się do rozgrywek europejskich.

### Trofea krajowe
| \| \| Zdobyte trofea w rozgrywkach Danii (stan na: 31-05-2023) \| |                                                          |      |                           |
| Rozgrywki                                                         | Osiągnięcie                                              | Razy | Sezon(y)                  |
| Mistrzostwo                                                       | I miejsce                                                | 0    |                           |
| Mistrzostwo                                                       | II miejsce                                               | 0    |                           |
| Mistrzostwo                                                       | III miejsce                                              | 0    |                           |
| Mistrzostwo                                                       | 4.miejsce                                                | 3    | 2011/12, 2017/18, 2018/19 |
| Puchar                                                            | zdobywca                                                 | 0    |                           |
| Puchar                                                            | finalista                                                | 0    |                           |
| Puchar                                                            | półfinalista                                             | 2    | 2012/13, 2013/14          |
| II liga                                                           | I miejsce                                                | 0    |                           |
| II liga                                                           | II miejsce                                               | 0    |                           |
| II liga                                                           | III miejsce                                              | 0    |                           |
| II liga                                                           | 4.miejsce                                                | 1    | 2020/21                   |
| Dania                                                             | Zdobyte trofea w rozgrywkach Danii (stan na: 31-05-2023) |      |                           |

## Poszczególne sezony

### Rozgrywki międzynarodowe

#### Europejskie puchary
Nie uczestniczył w rozgrywkach europejskich.

### Rozgrywki krajowe
| \| Dania \| Bilans występów klubu w rozgrywkach piłkarskich Danii (Stan na 31 maja 2023 r.) \| \| |                                                                                 |        |       |   |   |   |    |    |     |                     |        |        |      |
| Poziom                                                                                            | Rozgrywki                                                                       | Sezony | Mecze | Z | R | P | B+ | B– | Pkt | Lata                | Awanse | Spadki | Naj. |
| I                                                                                                 | Kvindeligaen                                                                    | 11     |       |   |   |   |    |    |     | 2010–2020           | 0      | 1      | 4    |
| II                                                                                                | 1. Division                                                                     | 1      |       |   |   |   |    |    |     | 2020/21, od 2023/24 | 0      | 1      | 4    |
| III                                                                                               | 2. Division                                                                     | 2      |       |   |   |   |    |    |     | 2021–2023           | 1      | 0      | 1    |
|                                                                                                   | Puchar Danii                                                                    | 3      |       |   |   |   |    |    |     | od 2020/21          | 0      | 0      | 1/2  |
| Dania                                                                                             | Bilans występów klubu w rozgrywkach piłkarskich Danii (Stan na 31 maja 2023 r.) |        |       |   |   |   |    |    |     |                     |        |        |      |

## Piłkarki, trenerzy, prezydenci i właściciele klubu

### Trenerzy
- 07.2010–07.10.2013:  Denni Conteh
- 10.2013–30.06.2017:  Flemming "Køge" Petersen
- 01.07.2017–30.06.2019:  Thomas Maale
- 01.07.2019–29.01.2020:  Peer Lisdorf
- 2020–06.2021:  Flemming "Køge" Petersen
- 07.2021–12.2021:  Torben Frost Clausen
- od 01.2022:  Mikkel Bjerregaard Årosin

## Struktura klubu

### Stadion
Drużyna rozgrywała swoje mecze domowe na boisku Ballerup Idrætspark w Ballerup, który może pomieścić 4.000 widzów.

## Kibice i rywalizacja z innymi klubami

### Derby
- Brøndby IF